# Amiga Format
Az Amiga Format egy brit Commodore Amiga számítógépekre szakosodott folyóirat volt. Összesen 136 szám jelent meg 1989 és 2000 között, legnagyobb példányszáma pedig meghaladta a 160 ezer példányt.

## Történet

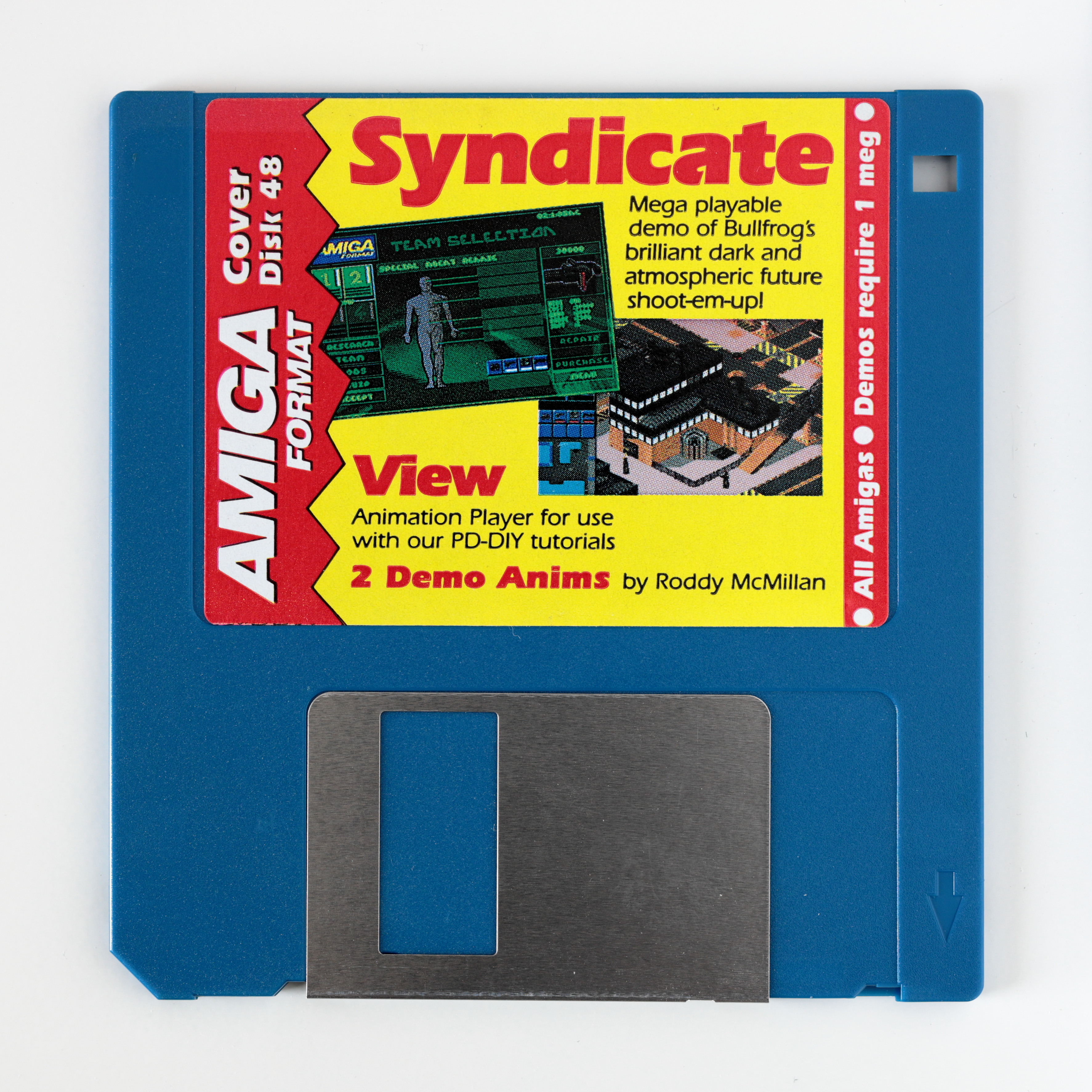

Az Amiga Format akkor alakult meg, amikor a Future plc eladta az EMAP-nak az ACE című számítástechnikával foglalkozó magazinját és ezután a kiadó úgy döntött, hogy az addig kettős tartalommal megjelenő ST/Amiga Format újságját két kiadványra bontja, egy Amiga tematikájúra (ez lett az Amiga Format) és egy Atari ST-vel foglalkozó lapra (ez lett az ST Format).
Eleinte az ST Format látszott életképesebbnek, mígnem olyan megállapodásokat kötöttek a Commodore-ral, hogy minden az Egyesült Királyságban eladott Amigához hozzácsomagoltak egy Amiga Format példányt. Ez olyan hatásosnak bizonyult, hogy az eladások rögtön 160 ezer példány fölé ugrottak és az Amiga Format lett a legjobb eladásokat produkáló "férfiaknak szóló magazin" 1992 második felében. Ez volt lényegében az újság "aranykora" és olyan – szintén a Future plc által kiadott – tematikus társlapok beindulásának ideje, mint amilyen az Amiga Power, vagy az Amiga Shopper melynek az Amiga Format volt a "nagyobb testvére".
Míg az Amiga Power teljesen játékcentrikus lap volt, addig az Amiga Format felölelte az Amiga számítógépek felhasználhatóságának teljes spektrumát, úgy a hardvereket, mind a szoftvereket, illetve felhasználói alkalmazásokat ugyanúgy, mint a játékokat. Az Amiga Shopper foglalkozott tisztán hardverrel és a "komoly" programokkal.
Az Amiga Format havonta jelent meg és különféle témájú alkalmazások felhasználási útmutatóit tartalmazta, így például a C programozási nyelvről, vagy a LightWave grafikai rendereléséről. Úttörő volt az újság abban, hogy teljes alkalmazásokat tett elérhetővé a lapszámokhoz mellékelt lemezeken.
Az Amiga Format volt az utolsó előttiként megszűnt Amiga témájú nyomtatott újság az Egyesült Királyságban 2000 májusában. Egyedül az Amiga Active élte túl, de az is csak alig több, mint egy évvel.

## Jelentősebb rovatok

### Readers' Games
A magazin késői időszakában honosodott meg, Nick Veitch főszerkesztő kezdeményezésére az olvasók saját játékprogramjait bemutató rovat. Akkor már CD-n jelentek meg ezek a programok az újság mellékleteként. A legtöbb AMOS BASIC vagy Blitz BASIC nyelveken íródott. Ebben a rovatban jelent meg először Andy Davidson Total Wormage című játéka, mely később, már a Team17 videójáték-fejlesztő Worms című sikeres játékának lett az alapja.

### Emulators
Az Amiga platformra történő fejlesztések csökkenése mellett a különféle emulátor szoftverek terjedése volt tapasztalható, ezért a régi munkatárs, Simon Goodwin vezette az egyik leghosszabb életű rovatot, mely mélyrehatóan vizsgálta azok teljesítményét, működését az eredeti platformokhoz képest.

### Just the FAQs
Ez egy egyoldalas rovat volt minden hónapban, mely az Amiga közösség ismert kulcsfiguráit szólaltatta meg. Egyetlen kivétel volt, a 2000 januári szám (decemberi kiadással), melyet teljesen az Y2K-problémának szenteltek, illetve annak korlátozott hatására az Amiga platformra.